# Felsenburg (Kandergrund)
Die Felsenburg ist die Ruine einer Höhenburg auf 1060 m ü. M. oberhalb der Gemeinde Kandergrund im Kanton Bern. Erbaut Ende des 12. Jahrhunderts diente die Burg zur Kontrolle des Lötschenpasses. Sie steht in der Nähe der Tellenburg und der Burgruine Mülenen.

## Geschichte
Die Ursprünge des Baues sind unbekannt. 1339 wird die Burg erstmals urkundlich erwähnt, als der Bischof von Sitten die Felsenburg und das Umland als Lehen an den Freiherren vom Turn übergab. 1400 erwarb Bern das ganze Frutigtal, machte die Tellenburg zum Sitz des bernischen Landvogtes und liess die benachbarte Felsenburg zerfallen.

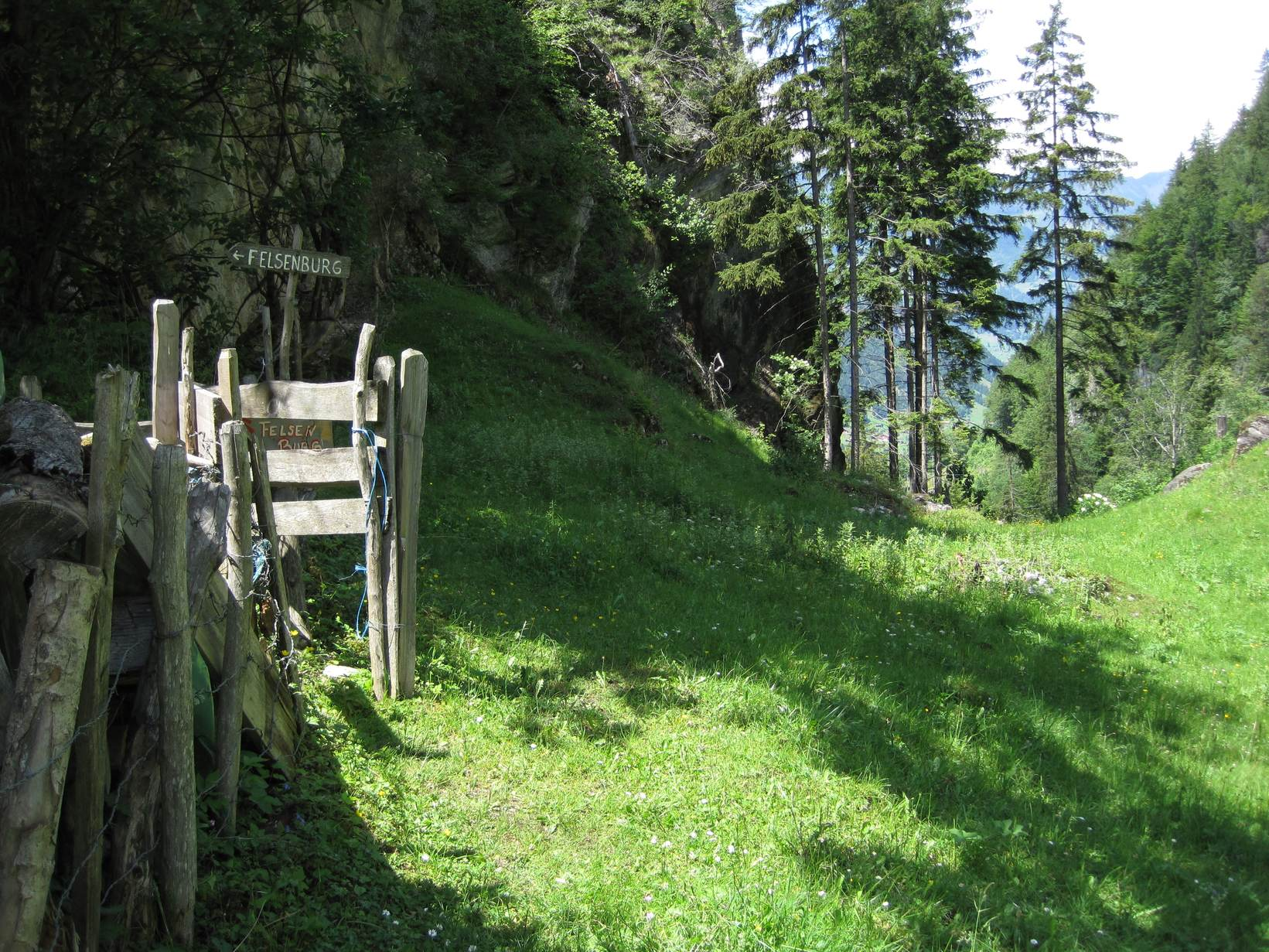
Aufgang zur Felsenburg.
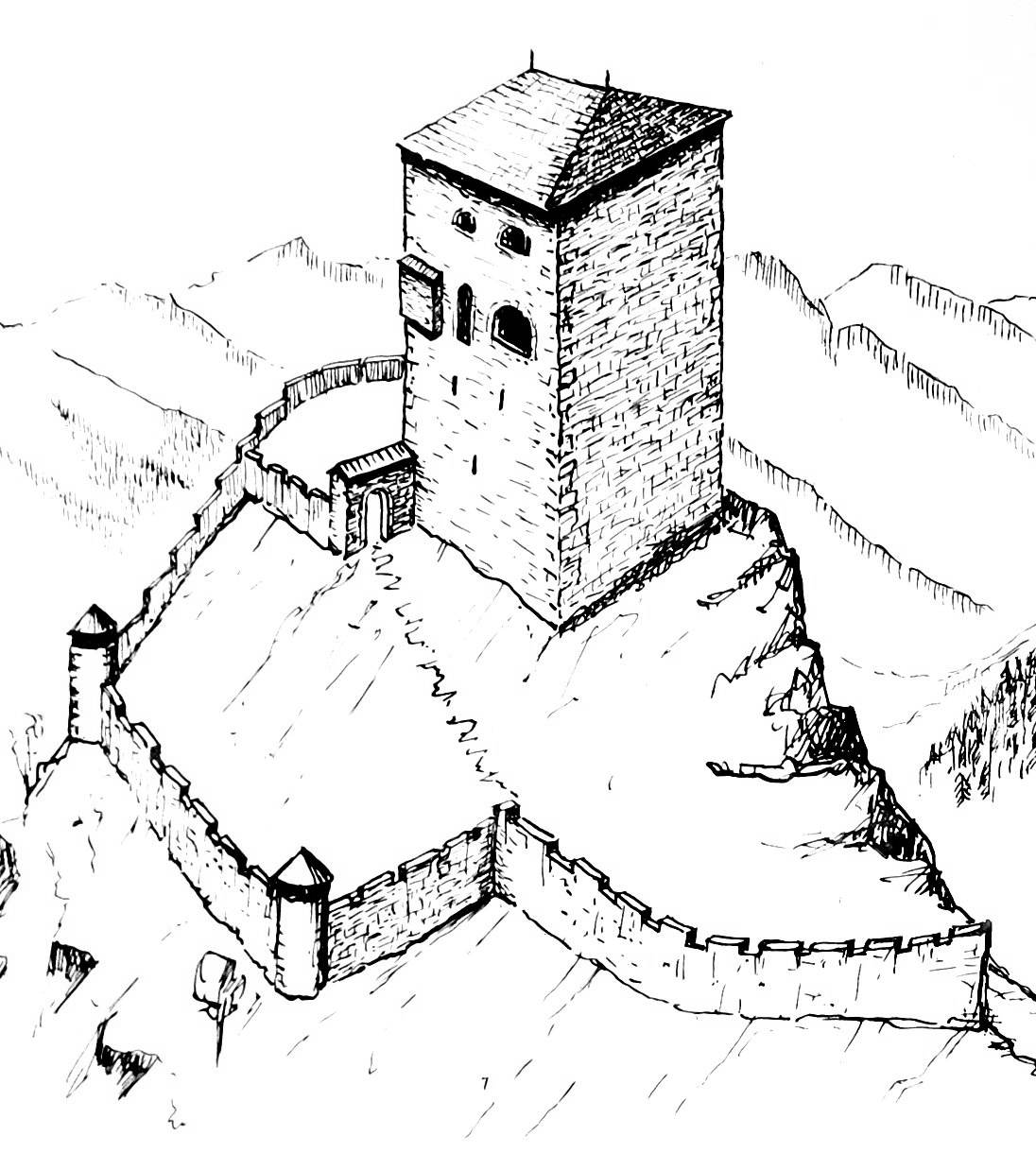
Vermutetes Aussehen vor 1400.